# Heronova kugla
Heronova kugla ili eolipile se smatra prvom parnom mašinom u istoriji, koju je konstruirao Heron iz Aleksandrije, u veku. Heron je grejao praznu kuglu s vodom, dok voda nije proključala. Para je izlazila kroz dve cevi, savijene u suprotnim smerovima i tako je uzrokovala okretanje kugle.
Ime dolazi od starogrčkog boga i gospodara vetrova – Eola, te reeči pila – što znači kugla. Iako sličnu mašinu je opisao i Vitruvije, stotinjak godina pre, Heron je prvi koji je ostvario tu ideju.